# Морелабор
Морелабор (ісп. Morelábor) — муніципалітет в Іспанії, у складі автономної спільноти Андалусія, у провінції Гранада. Населення — 572 осіб (2020).
Муніципалітет розташований на відстані близько 330 км на південь від Мадрида, 37 км на північний схід від Гранади.
На території муніципалітету розташовані такі населені пункти: (дані про населення за 2020 рік)
- Лаборсільяс: 104 особи
- Мореда: 466 особи

## Демографія
Динаміка населення (INE ):

## Галерея зображень

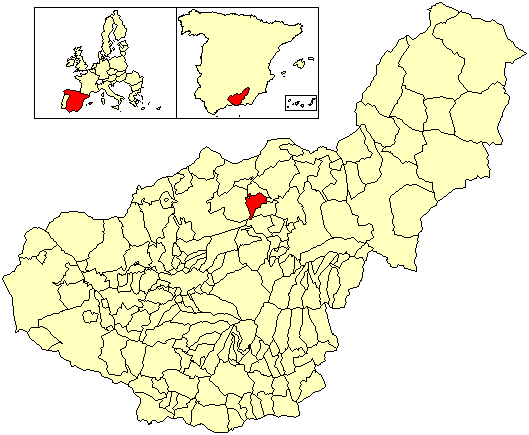
Розташування муніципалітету у провінції Гранада